# 眠れない夜 (アルバム)
『眠れない夜』（ねむれないよる、英語: Dreaming of You）は、1995年に発売されたセレーナによる5枚目のアルバム。日本盤も同年に発売された。

## トラック
日本語曲名は、日本語盤の表記による。
1. 秘められた想い - Could Fall in Love
2. 奪われた心 - Captive Heart
3. あなたなしではいられない - I'm Getting Used To You
4. 舞い降りた天使 - God's Child - Baila Conmigo
5. 眠れない夜 - Dreaming of You
6. 恋しいあなた - Missing My Baby
7. 禁じられた愛 - Amor Prohibido
8. いつもあなたのそばに - Wherever You Are - Donde Quiera Que Estes
9. テクノ・クンバイヤ - Techno Cumbia
10. 守ってあげる - El Toro Relajo
11. 花のように - Como La Flor
12. あなた, あなただけ - Tu, Solo Tu
13. ビディ・ビディ・ボン・ボン - Bidi Bidi Bom Bom
14. スキヤキ - Sukiyaki